# Beagle harrier
Beagle harrier – rasa psa, należąca do grupy psów gończych, posokowców i ras pokrewnych. Zaklasyfikowana do sekcji psów gończych średniej wielkości, przez FCI w 1974 roku. Podlega próbom pracy.
Beagle harrier powstał pod koniec XIX wieku ze skrzyżowania beagla z harrierem. Rasa ta miała polować na stada jeleni i zająców. Jest wytrwałym psem myśliwskim oraz spokojnym i łagodnym psem do towarzystwa, idealnym dla dzieci. Umaszczenie najczęściej jest tricolor biało-rudo-czarne. Sylwetka Beagle'a-Harierr'a jest mocno umięśniona i smukła.

## Zdrowie i pielęgnacja
Beagle Harrier z natury jest bardzo zdrową rasą. Żyje do około 12-14 lat. Problemy może jedynie sprawiać dysplazja bioder.

## Charakter
Beagle-harrier jest bardzo miłym, łagodnym wobec ludzi psem, równocześnie obdarzonym silnym instynktem łowieckim. W domu to psy czułe, miłe, lubiące ciepło i wygody. Są łagodne i cierpliwe wobec dzieci. Dobrze dogadują się z innymi psami w domu, nie są też zaczepne wobec obcych psów na spacerach. Nie można zapominać o ich predyspozycjach łowieckich – psy te potrzebują dużo ruchu. 